# Bipirâmide

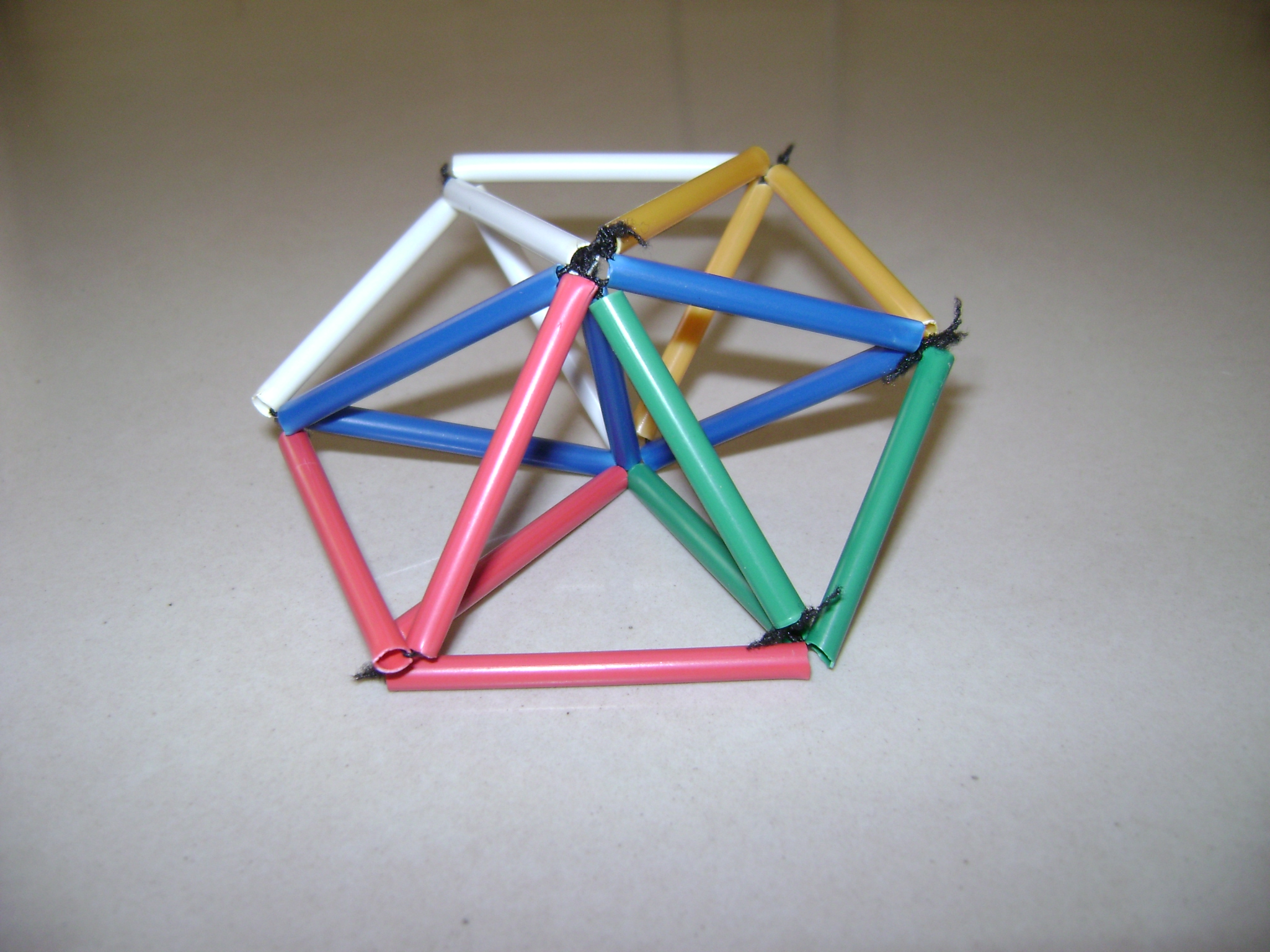
Bipirâmide hexagonal feito com elástico e canudos.

Bipirâmide ou Dipirâmide é um poliedro obtido por acumulação, de duas pirâmides iguais, base a base.
É constituído apenas por triângulos isósceles.
No caso de ser constituído por pirâmides triangulares, chama-se bipirâmide triangular, quadradas bipirâmide quadrangular, e assim sucessivamente.
| Bipirâmide triangular | Bipirâmide quadrada | Bipirâmide pentagonal |